# Nobody's Hero
Nobody's Hero är en låt av den kanadensiska progressiv rock bandet Rush. Den släpptes som den tionde låten på albumet Counterparts  släppt 19 oktober 1993. Låten var senare också släppt som den tredje singeln från albumet. 
Rush spelade "Nobody's Hero" 124 gånger live. Den sista gången var år 1997.